# Santiago Flores
Santiago Gabriel Flores (Colón, Provincia de Buenos Aires; 25 de marzo de 2001) es un futbolista argentino. Juega en la posición de defensa central y su equipo actual es Independiente Rivadavia de la Primera División de Argentina.

## Trayectoria
Formado en el Racing Club de Colón, y con un paso por el Club Unión de Carabelas llegó a la divisiones juveniles de Estudiantes de La Plata en marzo de 2017.
Debutó en la Primera División del futbol argentino el 7 de mayo de 2022 enfrentando a Rosario Central ingresando como titular y siendo reemplazado al comienzo del segundo tiempo.
Para la temporada 2023, en procura de minutos en cancha, fue cedido a préstamo sin opción de compra al Club Independiente Rivadavia de Mendoza de la Primera B Nacional, segunda categoría del fútbol argentino. Al final del año y siendo jugador titular del equipo, obtuvo el ascenso a la Primera División de Argentina.
A raíz de sus buenas actuaciones en la lepra, retorna a Estudiantes para la temporada 2024 y firmó la extensión de su contrato hasta diciembre de 2025.
En enero de 2025, retornó como cedido a Independiente Rivadavia con opción de compra.

## Clubes
| Club                             | País      | Año         |
| -------------------------------- | --------- | ----------- |
| Estudiantes de La Plata          | Argentina | 2022 - Act. |
| Independiente Rivadavia (cedido) | Argentina | 2023        |
| Independiente Rivadavia (cedido) | Argentina | 2025 - Act. |

## Estadísticas
Datos actualizados al 25 de octubre de 2024.
| Estudiantes de La Plata Argentina |               |               |    |   |   |    |   |   |   |   |    |    |   |   |
| 1.ª | 2022          | 0             | 0  | 0 | 1 | 0  | 0 | 0 | 0 | 0 | 1  | 0  | 0 |   |
| 1.ª | 2024          | 4             | 0  | 1 | 8 | 0  | 0 | 0 | 0 | 0 | 12 | 0  | 1 |   |
| Total club | Total club    | 4             | 0  | 1 | 9 | 0  | 0 | 0 | 0 | 0 | 13 | 0  | 1 |   |
| Independiente Rivadavia Argentina |               |               |    |   |   |    |   |   |   |   |    |    |   |   |
| 2.ª | 2023          | 19            | 0  | 1 | 1 | 0  | 0 | - | - | - | 20 | 0  | 1 |   |
| 1.ª | 2025          | 0             | 0  | 0 | 0 | 0  | 0 | - | - | - | 0  | 0  | 0 |   |
| Total club | Total club    | 19            | 0  | 1 | 1 | 0  | 0 | 0 | 0 | 0 | 20 | 0  | 1 |   |
| Total carrera | Total carrera | Total carrera | 23 | 0 | 2 | 10 | 0 | 0 | 0 | 0 | 0  | 33 | 0 | 2 |
| (1) La copa nacional se refiere a la Copa Argentina, Supercopa Argentina y Copa de la Liga Profesional. (2) La copa internacional se refiere a la Copa Sudamericana y Copa Libertadores. |               |               |    |   |   |    |   |   |   |   |    |    |   |   |

## Palmarés

### Campeonatos nacionales
| Título              | Club                    | País      | Año  |
| ------------------- | ----------------------- | --------- | ---- |
| Primera B Nacional  | Independiente Rivadavia | Argentina | 2023 |
| Copa de la Liga     | Estudiantes de La Plata | Argentina | 2024 |
| Trofeo de Campeones | Estudiantes de La Plata | Argentina | 2024 |

## Redes sociales
- Instagram

- Datos: Q124433622